# Visconde de Wildik
Visconde de Wildik foi um título nobiliárquico criado pelo rei D. Luís I de Portugal, por decreto de 26 de dezembro de 1884, a favor do diplomata e escritor Pedro Afonso André de Figueiredo, 1.º barão de Wildik.
Usaram o título as seguintes pessoas:
1. Pedro Afonso André de Figueiredo, 1.º barão e 1.º visconde de Wildik